# Nymphon citerium
Nymphon citerium is een zeespin uit de familie Nymphonidae. De soort behoort tot het geslacht Nymphon. Nymphon citerium werd in 1991 voor het eerst wetenschappelijk beschreven door Nakamura & Child. 